# Dicarnosis vicina
Dicarnosis vicina is een vliesvleugelig insect uit de familie Encyrtidae. De wetenschappelijke naam is voor het eerst geldig gepubliceerd in 1977 door Trjapitzin & Hoffer.